# مملكة موآب
مملكة موآب هو اسم مملكة قديمة تقع أراضيها اليوم في الأردن . كانت تمتد على الساحل الشرقي للبحر الميت، من شمال مدينة الكرك إلى مدينة الشوبك. أرضها جبلية وتقع بمحاذاة معظم الشاطئ الشرقي للبحر الميت. يشهد على وجود مملكة موآب العديد من الاكتشافات الأثرية، وأبرزها نقش ميشع الذي يعود للملك المؤابي ميشع الذبياني، ويوثق انتصار الموآبيين على ابن (لم يذكر اسمه) لملك إسرائيل السادس عمري في عام 850 قبل الميلاد، ذُكرت هذه الحادثة أيضا في الكتاب المقدس في سفر الملوك الثاني في الإصحاح الثالث. كانت مدينة ذيبان في الأردن هي عاصمة مملكة موآب .ووفقًا للكتاب المقدس، كانت مملكة موآب غالبًا في صراع مع جيرانها مملكة إسرائيل الواقعة جهة الغرب.

## أصل التسمية
اختلف الباحثون حول المعنى الصحيح لكلمة مؤاب فذهب بعضهم إلى أنها لفظ سامي اشتق من الجذر يأب ويعني من أبوه. وذهب البعض إلى القول بأن كلمة مؤاب مشتقة من الجذر وهب: في اللغة المؤابية تلفظ يهب لعدم وجود فعل يبدأ بحرف الواو)[بحاجة لمصدر]، وفي اللغة العربية: وَأَبَ مِنَ الأَمْرِ أي اِسْتَحْيَا مِنْهُ وَخَزِيَ. ويذكر البروفيسور زيدان كفافي بأن مؤاب تعني أرض الغروب وهي ترمز لقبائل بدوية عاشت في الصحراء مع بدايات العصر الحديدي الثاني . ويشير إلى أن مملكة مؤاب نشأت في المنطقة الواقعة إلى الشرق من البحر الميت حيث يحدها من الشمال وادي الموجب ومن الجنوب وادي الحسا. (كفافي 2006: 101).

## تاريخ
ذكر الملك ميشع في نقش ميشع الاثري بأن والده قد حكم مملكة مؤاب لثلاثين عاماً، وعندما خلف أباه بنى مكان مقدس لعبادة الإله (كاموش) في الكرخة وهو الاسم القديم لمدينة الكرك، وذلك حمداً لنصره على أعدائه وتخليصه للبلاد من شرهم وجعله ينتقم من جميع الذين كانوا يكرهونه، وقد ذكر الملك ميشع أن ملك إسرائيل عمري وشعبه كانوا يضايقون شعب مملكة مؤاب لفترة طويلة وذكر ميشع أيضا أن ابن الملك عمري قد هدد مملكة مؤاب، ولذا فقد انتقم منه ميشع ومن آل بيته وهُزمت إسرائيل، وذكر كذلك الأربعين عاماً التي قضاها شعب مؤاب يعاني من الاضطهاد أيام حكم عمري و أيام حكم ابنه أحاب وان (كاموش) قد نصره أخيراً عليه وطهر أرض مؤاب من شرورهم وظلمهم بحسب ما ذُكر في المسلة.
يقول ميشع بأنه قد بنى (بعل معيون) وأنشأ البركة وبنى الكرخة  وبنى سور الغابة وسور التل وبوابتها وأبراجها ومقر الملك وقد حفر ميشع القناة إلى الكرخة واستخدم أسرى إسرائيليين في حفرها، وأعاد ميشع بناء (عروعير) وهي مدينة عراعر اليوم في مادبا على بعد أميال من جنوب ذيبان، وكذلك بناء بيت باحوث بعد أن كانت خربة وكذلك (بتيسير) وأعاد بناء مادبا (وبيت دبلاتين) وهيكل بعيون.
شهدت منطقة الشرق الأدنى القديم في منتصف الألف الثاني قبل الميلاد صراعاً اقتصادياً، سياسيا، ً وعسكرياً على سورية القديمة (بلاد الشام) بين الإمبراطوريات القائمة لاسيما الآشورية، المصرية والحثية للسيطرة على طريق التجارة الرئيس والهيمنة الاقتصادية والعسكرية، تطور نظامهم السياسي من القبلية مروراً بالملكية وحتى زوال مملكتهم عام 583 ق. م، والجانب الحضاري المتمثل بالعقيدة الدينية من ألهة وطقوس، فضلاً عن اللغة المؤابية وسجلاتها الكتابية التي أحتوت على معلومات وفيرة عنهم وعن علاقاتهم الإقتصادية، السياسية والعسكرية مع الدول المجاورة.

## الجغرافيا

### الجيولوجيا
كانت مملكة مؤاب تقع على هضبة على ارتفاع 910 أمتار (3000 قدم) فوق مستوى البحر الأبيض المتوسط ، أو 1300 متر (4300 قدم) فوق البحر الميت ، وترتفع تدريجياً من الشمال إلى الجنوب. تقع في شمال المملكة عدد من الوديان الضيقة والعميقة بالإضافة إلى جبل نيبو الذي بحسب سفر التثنية (34: 1-8) هو المكان الذي دُفن فيه النبي موسى.

### الآثار القديمة والسكان الحاليون
تنتشر في الهضبة المئات من المناطير (الدولمينات) والشواهد القائمة والدوائر الحجرية، وتحتوي على العديد من القرى المدمرة، ومعظمها تعود للعصر الروماني والبيزنطي. يعيش البدو الآن في تلك المنطقة بشكل أساسي، على الرغم من وجود بعض المدن القريبة مثل الكرك.

### المناخ
لم يكن مناخ مملكة مؤاب مختلفا عن المناخ في المنطقة بشكل عام، حيث ساد مناخ البحر الأبيض المتوسط في الغالب، الذي يكون جافا حارا في الصيف، وماطرا باردا في الشتاء، فيما تشح الأمطار باتجاه الشرق، على عكس المناطق الغربية من مملكة مؤاب التي تكون نسب هطول الأمطار فيها جيدا.

### في النصوص التوراتية

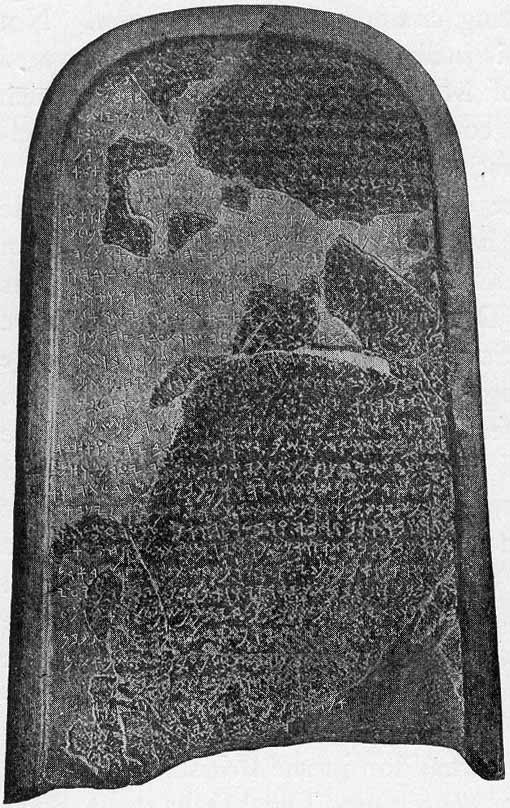
نقش ميشع الذي يوثق حروب الملك ميشع ضد بني إسرائيل